# Minami-ku (Kumamoto)
Minami-ku (南区?) è uno dei cinque quartieri amministrativi della città di Kumamoto, in Giappone.